# Putney Swope
Putney Swope é um filme estadunidense em preto e branco de 1969, do gênero comédia, dirigido por Robert Downey, Sr., e estrelado por Arnold Johnson como Swope, é uma comédia que satiriza o mundo da publicidade, o retrato das raças nos filmes de Hollywood, a estrutura do poder branco, e a natureza da corrupção corporativa. Depois de anos o filme continua com fãs, que o consideram um "cult" clássico.

## Sinopse
Passando por cima de todos os preconceitos e contrariando todas as expectativas, um jovem negro assume uma companhia de propaganda em Nova York.